# Kirghizistan aux Jeux olympiques d'été de 2020
Le Kirghizistan participe aux Jeux olympiques de 2020 à Tokyo au Japon. Il s'agit de leur 7e participation à des Jeux d'été.

## Médaillés
| Sport | Discipline                 | Athlète(s)         | Performance               | Date   |
| ----- | -------------------------- | ------------------ | ------------------------- | ------ |
| Lutte | Gréco-romaine hommes 77 kg | Akzhol Makhmudov   | Tamás Lőrincz Défaite 1-2 | 3 août |
| Lutte | Libre femmes 62 kg         | Aisuluu Tynybekova | Yukako Kawai Défaite 3-4  | 4 août |

| Sport | Discipline         | Athlète(s)           | Performance                                  | Date   |
| ----- | ------------------ | -------------------- | -------------------------------------------- | ------ |
| Lutte | Libre femmes 68 kg | Meerim Zhumanazarova | Soronzonboldyn Battsetseg Victoire 10-1 (VT) | 3 août |

| Sport |   |   |   | Total |
| ----- | - | - | - | ----- |
| Lutte | 0 | 2 | 1 | 3     |
| Total | 0 | 2 | 1 | 3     |

| Jour   |   |   |   | Total |
| ------ | - | - | - | ----- |
| 3 août | 0 | 1 | 1 | 2     |
| 4 août | 0 | 1 | 0 | 1     |
| Total  | 0 | 2 | 1 | 3     |

| Sexe   |   |   |   | Total |
| ------ | - | - | - | ----- |
| Femmes | 0 | 1 | 1 | 2     |
| Hommes | 0 | 1 | 0 | 1     |
| Total  | 0 | 2 | 1 | 3     |

## Athlètes engagés
| Sport         | Hommes | Femmes | Total |
| ------------- | ------ | ------ | ----- |
| Athlétisme    | 1      | 2      | 3     |
| Escrime       | 1      | 0      | 1     |
| Haltérophilie | 1      | 0      | 1     |
| Judo          | 1      | 0      | 1     |
| Lutte         | 6      | 3      | 9     |
| Natation      | 1      | 0      | 1     |
| Tir           | 0      | 1      | 1     |
| Total         | 11     | 6      | 17    |

## Résultats

### Athlétisme
Le Kirghizistan bénéficie d'une place attribuée au nom de l'universalité des Jeux. Nursultan Keneshbekov dispute le 5 000 mètres masculin.
| Athlète               | Épreuve          | 1er tour      | 1er tour    | Finale          | Finale  |
| Athlète               | Épreuve          | Temps         | Rang        | Temps           | Rang    |
| --------------------- | ---------------- | ------------- | ----------- | --------------- | ------- |
| Nursultan Keneshbekov | 5 000 m masculin | 14 min 7 s 79 | 18e         | Éliminé         | Éliminé |
| Darya Maslova         | Marathon féminin | Non disputé   | Non disputé | 2 h 35 min 35 s | 36e     |

### Escrime
| Athlète      | Compétition       | 1/32e de finale  | 1/16e de finale      | 1/8e de finale   | Quarts de finale | Demi-finale Classement 5-8 | Finale 3e place Classement 5e, 7e places | Rang    |
| Athlète      | Compétition       | Adversaire Score | Adversaire Score     | Adversaire Score | Adversaire Score | Adversaire Score           | Adversaire Score                         | Rang    |
| ------------ | ----------------- | ---------------- | -------------------- | ---------------- | ---------------- | -------------------------- | ---------------------------------------- | ------- |
| Roman Petrov | Épée individuelle | Ma Victoire 15-7 | Yamada Défaite 13-15 | Éliminé          | Éliminé          | Éliminé                    | Éliminé                                  | Éliminé |

### Haltérophilie
| Athlète              | Compétition           | Arraché  | Arraché | Épaulé-jeté | Épaulé-jeté | Total  | Rang |
| Athlète              | Compétition           | Résultat | Rang    | Résultat    | Rang        | Total  | Rang |
| -------------------- | --------------------- | -------- | ------- | ----------- | ----------- | ------ | ---- |
| Bekdoolot Rasulbekov | Moins de 96 kg hommes | 166 kg   | 8e      | 208 kg      | 5e          | 374 kg | 6e   |

### Judo
| Athlète         | Compétition           | 1er tour                | 2e tour             | Quart de finale     | Demi-finale         | Repêchage           | Finale / MB         | Rang    |
| Athlète         | Compétition           | Adversaire Résultat     | Adversaire Résultat | Adversaire Résultat | Adversaire Résultat | Adversaire Résultat | Adversaire Résultat | Rang    |
| --------------- | --------------------- | ----------------------- | ------------------- | ------------------- | ------------------- | ------------------- | ------------------- | ------- |
| Vladimir Zoloev | Moins de 81 kg hommes | Khubetsov Défaite 00-10 | Éliminé             | Éliminé             | Éliminé             | Éliminé             | Éliminé             | Éliminé |

### Lutte
| Athlète              | Compétition   | Huitièmes de finale     | Quarts de finale        | Demi-finale              | Repêchage             | Finale 3e place Classement    | Rang                                |
| Athlète              | Compétition   | Adversaire Résultat     | Adversaire Résultat     | Adversaire Résultat      | Adversaire Résultat   | Adversaire Résultat           | Rang                                |
| -------------------- | ------------- | ----------------------- | ----------------------- | ------------------------ | --------------------- | ----------------------------- | ----------------------------------- |
| Ernazar Akmataliev   | 65 kg hommes  | Punia Défaite 3-3 (DP)  | Éliminé                 | Éliminé                  | Éliminé               | Éliminé                       | 11e                                 |
| Aiaal Lazarev        | 125 kg hommes | Steveson Défaite 0-10   | non qualifié            | non qualifié             | Akgül Défaite 0-4     | Éliminé                       | 7e                                  |
| Aisuluu Tynybekova   | 62 kg femmes  | Grigorjeva Victoire 8-0 | Incze Victoire 6-0 (VT) | Koliadenko Victoire 10-0 | Non disputé           | Kawai Défaite 3-4             | Médaille d'argent, Jeux olympiques  |
| Meerim Zhumanazarova | 68 kg femmes  | Hristova Victoire 7-5   | Oborududu Défaite 2-3   | Non qualifiée            | Manolova Victoire 4-1 | Battsetseg Victoire 10-1 (VT) | Médaille de bronze, Jeux olympiques |
| Aiperi Medet Kyzy    | 76 kg femmes  | Syzdykova Victoire 8-1  | Vorobieva Victoire 12-0 | Gray Défaite 2-3         | Non disputé           | Adar Défaite 0-4 (VT)         | 5e                                  |

| Athlète                | Compétition | Huitième de finale     | Quart de finale       | Demi-finale          | Repêchage              | Finale 3e place Classement | Rang                               |
| Athlète                | Compétition | Adversaire Résultat    | Adversaire Résultat   | Adversaire Résultat  | Adversaire Résultat    | Adversaire Résultat        | Rang                               |
| ---------------------- | ----------- | ---------------------- | --------------------- | -------------------- | ---------------------- | -------------------------- | ---------------------------------- |
| Zholaman Sharshenbekov | 60 kg       | Ainagulov Victoire 8-0 | Ciobanu Défaite 0-9   | Éliminé              | Éliminé                | Éliminé                    | 7e                                 |
| Akzhol Makhmudov       | 77 kg       | Maafi Victoire 11-0    | Huseynov Victoire 9-1 | Chalyan Victoire 6-2 | Non disputé            | T. Lőrincz Défaite 1-2     | Médaille d'argent, Jeux olympiques |
| Atabek Azisbekov       | 87 kg       | V. Lőrincz Défaite 1-6 | non qualifié          | non qualifié         | Kudla Défaite 2-10     | Éliminé                    | 10e                                |
| Uzur Dzhuzupbekov      | 97 kg       | Aleksanyan Défaite 1-4 | non qualifié          | non qualifié         | Savolainen Défaite 1-4 | Éliminé                    | 10e                                |

### Natation
| Athlète         | Épreuve               | Série        | Série | Demi-finale | Demi-finale | Finale  | Finale  |
| Athlète         | Épreuve               | Temps        | Rang  | Temps       | Rang        | Temps   | Rang    |
| --------------- | --------------------- | ------------ | ----- | ----------- | ----------- | ------- | ------- |
| Denis Petrashov | 100 m brasse masculin | 1 min 0 s 23 | 27e   | Éliminé     | Éliminé     | Éliminé | Éliminé |
| Denis Petrashov | 200 m brasse masculin | 2 min 10 s 7 | 18e   | Éliminé     | Éliminé     | Éliminé | Éliminé |

### Tir
| Athlète                | Compétition                  | Qualification | Qualification | Finale   | Finale   |
| Athlète                | Compétition                  | Points        | Rang          | Points   | Rang     |
| ---------------------- | ---------------------------- | ------------- | ------------- | -------- | -------- |
| Kanykei Kubanychbekova | Carabine à air comprimé 10 m | 612,8         | 48e           | Éliminée | Éliminée |